# Saint-Vaast (Belgique)
Pour les articles homonymes, voir Saint-Vaast.
 Saint-Vaast [sɛ̃va] est une section de la ville belge de La Louvière. C'était une commune à part entière avant la fusion des communes de 1977.

## Géographie

### Morphologie urbaine

#### Quartiers et lieux-dits
- Coron Paulette.
- Tierne Mayette.
- Wazoir.
- La Brogne.
- Pont Saint-Vaast.
- Fond de Morvau.
- Les Quemont.

#### Cités
- Cité de Saint-Vaast.
- Cité Reine Elisabeth.
- Cité-Jardin.

## Évolution démographique
- Sources : INS, Rem. : 1831 jusqu'en 1970 = recensements, 1976 = nombre d'habitants au 31 décembre.
- 1880: Scission de La Louvière en 1869

## Histoire
En 1869, le hameau de La Louvière se sépare du territoire de Saint-Vaast pour être érigé en commune distincte.

## Héraldique
|  | Blasonnement : Ecartelé aux 1 et 4 d'argent à trois fasces de gueules, aux 2 et 3 d'argent à 3 doloires de gueules les deux du chef adossées qui est Croÿ-Renty. Sur le tout écartelé aux 1 et 4 d'or à la bande de gueules chargée de trois alérions d'argent posés dans le sens de la bande qui est Lorraine au 2 d'azur à trois fleurs de lys d'or à la bordure cousue de gueules chargée de huit besans d'argent qui est Alençon au 3 d'or à deux fasces de gueules qui est Wallon-Cappel. - Arrêté royal : 21 juillet 1923 |

## Patrimoine et culture local

### Patrimoine architectural

#### Religieux
- L'église Saint-Vaast (XIIIe – XVIIIe siècles), en style gothique dont le clocher est un ancien donjon. L'église est restaurée de la fin du XIXe siècle et à la fin du XXe siècle[3].
- La chapelle Notre-Dame de Grâce. Construite en 1967 à plan rectangulaire, il se distingue par les peintures qui ornent les sur deux de ses murs. L'une d'entre elles représente une Vierge de grâce se tournant vers ses fidèles symbolisés par une kyrielle de mains tendues[4]. Cette chapelle se situe avenue de l'Europe.

#### Civil
- Le château Faignart[5], œuvre de l'architecte Joseph Poelaert.
- Ferme du Coq. Construite en 1680 sur les fondations de l'ancienne demeure des seigneurs de Saint-Vaast et restaurée en 1704[6].

### Culture

#### Folklore
Sociétés carnavalesques :
- Les Flaminds sans conduite ;
- Les Gais Rinlis ;
- Les Galopins ;
- Les Ouvriers Dévoués ;
- Les Récalcitrants ;
- Les Tchauds lapins.

### Industriel
- Terril Albert 1er .

## Sports et vie associative

### Sports
- Tennis Padel Club Plainchamp.
- La Louvière Hockey Club.
- Parcours santé : Domaine Provincial de la Louve.

## Personnalités liées au village
- Jules Cornet, géologue, professeur d'université et découvreur des richesses minières du Katanga sous le règne du roi Léopold II de Belgique. Né à Saint-Vaast.
- Anna Boch, artiste peinte.
- Eugène Boch, artiste peintre.
- Jules Thiriar, chirurgien et sénateur, médecin personnel de Léopold II.
- Marie Derscheid, médecin et féministe.